# Cayo Granada
Cayo Granada är en ö i Kuba.   Den ligger i provinsen Provincia de Camagüey, i den sydöstra delen av landet, 500 km sydost om huvudstaden Havanna. Arean är 0,66 kvadratkilometer.
Terrängen på Cayo Granada är mycket platt. Öns högsta punkt är 5 meter över havet. Den sträcker sig 2,1 kilometer i nord-sydlig riktning, och 1,3 kilometer i öst-västlig riktning.